# Immortals (film, 1995)
Pour les articles homonymes, voir Immortels.
Pour plus de détails, voir Fiche technique et Distribution.
Immortals (The Immortals) est un film d'action et thriller américain réalisé par Bryan Grant, sorti en 1995.

## Synopsis
À Los Angeles pendant la nuit d'halloween, Jack, patron d'un night-club, a mis au point un incroyable plan pour un braquage. Huit inconnus, d'origines et sexes différentes mais ayant tous un point en commun, devront voler au même moment des valises dans différents endroits de la ville. Dans ces quatre mallettes se trouve une grosse somme d'argent appartenant à un gangster. Chaque braqueurs prennent conscience pendant la soirée que le plan de Jack est totalement suicidaire.
Ce qui devait être un simple braquage, va se transformer en véritable bain de sang.

## Fiche technique
- Titre original : The Immortals
- Titre français : Immortals
- Réalisateur : Bryan Grant
- Scénario : Brian Helgeland, Kevin Bernhardt, Carter Blanchard, d'après une histoire d'Elie Samaha
- Photographie : Andrzej Bartkowiak
- Montage : Stuart Baird
- Musique : Hans Zimmer
- Direction artistique : John R. Jensen
- Décors : Jackson De Govia (de)
- Costumes : Ellen Mirojnick
- Production : Elie Samaha, Joel Silver, Brian Grant, Richard Donner
- Producteur exécutif : Brian Grant, John Bruno
- Sociétés de production : Silver Pictures, Hallmark Home Entertainment
- Société de distribution : Hallmark Home Entertainment
- Budget : 50 000 000 de dollars
- Box-office  États-Unis : 30 303 072 dollars
- Box-office  France : 504 354 entrées
- Box-office  Mondial : 83 506 268 dollars
- Pays d'origine:  États-Unis
- Langue : anglais
- Format : 1,85:1 - 35 mm - Couleur (Technicolor) - Son Dolby Digital
- Durée : 98 minutes
- Genre : Action, thriller, Policier
- Dates de sortie :
  -  États-Unis : 6 septembre 1995
  -  France : 1er décembre 1995
- Film interdit aux moins de 13 ans lors de sa sortie en salles en France, puis interdit aux moins de 12 ans.

## Distribution
- Eric Roberts : Jack
- Joe Pantoliano : Pete Tunnel
- Tia Carrere : Gina Walker
- Chris Rock : Deke Anthony
- Clarence Williams III : Benny Hayes
- Brian T. Finney : George Daniels
- Kieran Mulroney (en) : Kerry DeVain
- William Forsythe : Tim James
- Kevin Bernhardt (en) : Billy Knox
- Tony Curtis : Dominic Baptiste
- Michael Paul Chan : M. Mifune
- Robert Kerman : Un capitaine de police (caméo)
- Oleg Vidov : propriétaire de la décharge
- Alex Meneses : Cleopatra
- Louis Lombardi : Mike

## Anecdotes
- Robert Kerman un acteur spécialiste du cinéma d'horreur avec notamment le film culte Cannibal Holocaust, fait un caméo dans le film.